# Alexandra Petrova
Alexandra Guennadievna Petrova (Алекса́ндра Генна́диевна Петро́ва), née le 30 avril 1964 à Léningrad, est une femme de lettres et poétesse russe.

## Biographie et activité littéraire
Alexandra Guennadievna Petrova naît à Léningrad, actuelle Saint-Pétersbourg. Elle est diplômée en lettres de l'université de Tartu; elle se spécialise dans l'œuvre de Leonid Dobytchine (1894-1936), auteur expérimentaliste et critique du réalisme soviétique qui disparut en 1936. Alexandra Petrova s'installe de 1993 à 1998 à Jérusalem, où elle étudie l'histoire de l'art à l'université. Depuis 1999, elle vit principalement à Rome.
Sa poésie est publiée dans des revues russes, telles que Zvezda (Saint-Pétersbourg), Zerkalo (Tel-Aviv), Znamia (en russe : Знамя) (mensuel publié à Moscou), Mitine journal (en russe : Митин журнал), Continent (Paris, puis  Saint-Pétersbourg), Novoïe Literatournoïe Obozrenie (bimensuel fondé en 1992 par Irina Prokhorova,), ainsi que dans des revues étrangères, comme: Literary Revue (New York), Sveste (Belgrade), Povelia (Belgrade), Circumference (New York), Zoland Poetry (Hanover, New Hampshire).
Elle collabore avec des revues italiennes : Poesia qui dans son numéro 167 de décembre 2002 lui dédie sa couverture (Crocetti Editore), Sud (Lavieri Editrice) et des blogs collectifs, tels que Nazione Indiana.
En 1994, elle publie son recueil de poésies Linia otryva (Point de détachement) et en 1999 aux éditions NLO un livre de prose et de poésie Vid na jitelstvo (que l'on peut traduire par Permis de vivre ou Permis de séjour, ou encore Vue sur l'existence), et elle est finaliste du Prix Andreï Biély.
En 2003, Alexandra Petrova publie, pour les éditions Onyx de Rome, I pastori di Dolly, une opérette philosophique en dix scènes en russe et en italien.
En plus de l'italien, ses textes sont traduits en anglais, en hébreu moderne, en portugais, en slovaque, en serbe et en chinois.
Altri fuochi, son recueil de poésie traduit en italien, est publié par Crocetti editore en 2005 dans la collection collana Neòteori.
Un nouveau recueil de poésie sort en 2008 en Russie sous le titre de Tolko derevia (Arbres seulement) aux éditions NLO (finaliste du Prix Andreï Biély).
En 2016, elle fait paraître son roman Appendix, grâce auquel elle obtient le prix Andreï Biély, dans la catégorie prose.

## Publications
- Linia Otryva (Mitin žurnal-Severo-Zapad, 1994)
- Vid na žitel'stvo (Novoe Literaturnoe Obozrenie, 2000)
- I pastori di Dolly (Onyx, 2003)
- Altri fuochi (Crocetti Editore, 2005)
- Tol'ko derev'ja (Novoe Literaturnoe Obozrenie, 2008)
- Appendix (Novoe Literaturnoe Obozrenie, 2016), roman